# شيموس بونير
شيموس بونير (بالإنجليزية: Seamus Bonner)‏ هو لاعب كرة القدم الغالية أيرلندي، ولد في 6 نوفمبر 1948، وتوفي في 11 أكتوبر 2012.